# 东北大学软件学院
东北大学软件学院，是中国东北大学所屬的一個學院，位於沈阳。學院成立于2001年，是经教育部批准的全国首批35所软件学院之一。办学理念為「软件创造价值，教育塑造灵魂」。目标為培养学生成为具有时代发展要求和国际新潮流的实用性、复合型、国际化高级软件人才。
2006年12月，全国36所国家示范性软件学院评估验收结果公布，东北大学软件学院等27所软件学院被评定为“基本合格”，但因在双语教学方面评估不合格，需在一年内申请复评。

## 教师
- 董傲霜
- 谭振华
- 宋航
- 佟强
- 王书睿
- 姜慧妍
- 王蓓蕾
- 那俊
- 张明卫

## 学院组织机构及领导名单
- 院长：王兴伟
- 副院长：陈东明、于瑞云、程维、庞洪江、刘春风
- 书记：陈欢
- 副书记：刘春风

## 相关链接
- 东北大学软件学院（页面存档备份，存于）
- 东北大学（页面存档备份，存于）